# Mydromera carmina
Mydromera carmina là một loài bướm đêm thuộc phân họ Arctiinae, họ Erebidae.